# Ателье колдовских колпаков
«Ателье колдовских колпаков» (яп. とんがり帽子のアトリエ Тонгари бо:си но аториэ) — манга Камомэ Сирахамы, публикующаяся в журнале Morning Two издательства Kodansha с 25 июля 2016 года. С 22 ноября 2019 года в этом же журнале издаётся её кулинарный спин-офф Tongari Boushi no Kitchen. Основная серия лицензирована в России издательством «Истари комикс». 5 апреля 2022 года было объявлено о том, что манга получит аниме-экранизацию.

## Сюжет
Действие происходит в мире, где наряду с обычными людьми живут волшебники, однако таинство магии считается священным и потому сокрыто от глаз обывателей. Простой народ думает, что магом можно стать только по рождению.
В удалённой деревушке в семье пряхи живёт двенадцатилетняя девочка по имени Коко, обожающая магию. В детстве она получила в подарок от неизвестного колдуна магический фолиант и кисть-перо с чернильницей и загорелась желанием стать волшебницей. Подсмотрев, как колдует заезжий маг Кифлий, она понимает, что магия вызывается особыми узорами, и пробует скопировать рисунки из фолианта кистью. Однако сработавшая магия превращает её дом вместе с матерью в камень. Спасший Коко Кифлий рассказывает ей, что маг, подаривший ей книгу, преступник. Чародей хочет найти его и потому предлагает Коко возможность стать его подмастерье в ателье колдовских колпаков. Та соглашается, и отныне должна научиться колдовать, поселившись в ателье вместе с другими подмастерьями Кифлия.

## Персонажи
Коко (яп. ココ) — двенадцатилетняя девочка, обожающая магию. Будучи дочерью пряхи, умеет обращаться с тканью. Наблюдательна, открыта и наивна. Способна быстро найти выход из сложной ситуации.
Кифлий (яп. キーフリー Ки:фури:) — владелец ателье, учитель Коко и остальных. С ученицами обращается открыто и почти не строго, но беспощаден к врагам. Впрочем, не горит желанием поддаваться правилам колдовского мира и живёт обособленно от большинства магов.
Агата (яп. アガット Агатто) — подмастерье Кифлия, живёт в одной комнате с Коко. Серьёзно относится как к обучению, так и к жизни, происходит из семьи потомственных волшебников, из-за чего холодно встречает «простолюдинку» Коко. Впрочем, иногда даёт ей советы.
Теция (яп. テティア Тэтиа) — подмастерье Кифлия. Бойкая девочка, которая любит, когда её благодарят.
Риче (яп. リチェ Ритэ) — подмастерье Кифлия. Противоположность Теции: отстранённая, мрачная и саркастичная.

## Издание
Манга начала издаваться в журнале Morning Two лейбла Morning KC издательства Kodansha 25 июля 2016 года. Впоследствии мангу собрали в 9 танкобонов, первый был выпущен 23 января 2017 года. Со второго тома танкобоны выпускаются в обычной и бонусной версиях (с дополнительными материалами, такими, как короткая манга или карточная игра). Спин-офф манга Tongari Boushi no Kitchen (яп. とんがり帽子のキッチン Тонгари бо:си но киттин, «Кухня колдовских колпаков») начала издаваться в том же журнале 22 ноября 2019 года, первый танкобон вышел одновременно с седьмым томом основной серии 22 мая 2020 года. Иллюстрирует спин-офф Хироми Сато.
Основная серия лицензирована на русском языке издательством «Истари Комикс», первый том поступил в продажу весной 2020 года, второй был готов в мае 2020 г.
| №  | На японском           | На японском                                                                         | На русском        | На русском             |
| №  | Дата публикации       | ISBN                                                                                | Дата публикации   | ISBN                   |
| -- | --------------------- | ----------------------------------------------------------------------------------- | ----------------- | ---------------------- |
| 1  | 23 января 2017 года   | ISBN 978-4-06-388690-0                                                              | Весна 2020 года   | ISBN 978-5-60-434430-9 |
| 2  | 23 августа 2017 года  | ISBN 978-4-06-510138-4 (обычное издание) 978-4-06-510203-9 (лимитированное издание) | Лето 2020 года    | ISBN 978-5-60-434431-6 |
| 3  | 23 февраля 2018 года  | ISBN 978-4-06-510930-4 (обычное издание) 978-4-06-510894-9 (лимитированное издание) | Февраль 2021 года | ISBN 978-5-60-434432-3 |
| 4  | 21 сентября 2018 года | ISBN 978-4-06-512681-3 (обычное издание) 978-4-06-511766-8 (лимитированное издание) | Август 2021 года  | ISBN 978-5-604344-33-0 |
| 5  | 23 мая 2019 года      | ISBN 978-4-06-515597-4 (обычное издание) 978-4-06-515598-1 (лимитированное издание) | 15 июня 2023 года | ISBN 978-5-907539-50-1 |
| 6  | 21 ноября 2019 года   | ISBN 978-4-06-517778-5 (обычное издание) 978-4-06-517909-3 (лимитированное издание) | 11 января 2024    | ISBN 978-5-907539-51-8 |
| 7  | 22 мая 2020 года      | ISBN 978-4-06-519266-5 (обычное издание) 978-4-06-520266-1 (лимитированное издание) | 27 апреля 2024    | ISBN 978-5-907539-52-5 |
| 8  | 23 декабря 2020 года  | ISBN 978-4-06-521625-5 (обычное издание) 978-4-06-521626-2 (лимитированное издание) | 2 августа 2024    | ISBN 978-5-907539-53-2 |
| 9  | 21 июля 2021 года     | ISBN 978-4-06-524100-4 (обычное издание) 978-4-06-524098-4 (лимитированное издание) | 5 марта 2025 года | ISBN 978-5-907841-81-9 |
| 10 | 21 апреля 2022 года   | ISBN 978-4-06-527412-5                                                              | 5 марта 2025 года | ISBN 978-5-907841-82-6 |
| 11 | 21 октября 2022 года  | ISBN 978-4-06-529605-9 (обычное издание) 978-4-06-529604-2 (лимитированное издание) |                   |                        |
| 12 | 22 июня 2023 года     | ISBN 978-4-06-531969-7 (обычное издание) 978-4-06-531829-4 (лимитированное издание) |                   |                        |
| 13 | 22 февраля 2024 года  | ISBN 978-4-06-534727-0                                                              |                   |                        |
| 14 | 23 апреля 2025 года   | ISBN 978-4-06-539182-2                                                              |                   |                        |

## Восприятие и критика
К сентябрю 2018 года манга выпустилась общим тиражом свыше миллиона экземпляров.
В статье для Barnes & Noble Келли Чиу включила «Ателье колдовских колпаков» в список «10 манг, отлично подходящих под аниме студии Ghibli», отметив, что особенно она понравится фанатам фильма «Унесённые призраками».
В своём обзоре первых двух томов манги для Anime News Network Ребекка Силверман похвалила автора за грамотное построение мира манги и систему волшебства, а также многогранность персонажей (кроме главной героини, всё же привлекающей читателей умением креативно мыслить). Критик высоко оценила рисунок и то, что персонажей легко отличить друг от друга. Негативные эмоции у критика вызвал персонаж Агаты, невзлюбивший главную героиню только из-за происхождения, но тем не менее активно сотрудничающий с ней к концу второго тома.

## Награды и номинации
- 2018 год — 6 место в категории манги, ориентированной на мужчин, в каталоге Kono Manga ga Sugoi![31]
- 2018 год — 1 место в общей категории в каталоге манги, которую сотрудники книжных магазинов порекомендовали бы покупателям[32]
- 2018 год — номинация на Manga Taisho[33]
- 2018 год — номинация на 42 премию манги Коданся в общей категории[34]
- 2019 год — номинация в категории «Лучший комикс для молодых читателей» Международного фестиваля комиксов в Ангулеме[35]
- 2020 год — номинация на 44 премию манги Коданся в общей категории[36]
- 2020 год — премия Айснера в номинации «Лучшие переведённые работы (Азия)»[37]
- 2020 год — первый приз в категории «Лучшая манга» на сервисе Babelio (Франция)[38]
- 2020 год — Премия Харви в номинации «Лучшая манга»[39]